# Zapasy na Letnich Igrzyskach Olimpijskich 1976 – kategoria do 100 kg w stylu wolnym
Zmagania mężczyzn w wadze 100 kg to jedna z dziesięciu męskich konkurencji w zapasach w stylu wolnym rozgrywanych podczas Letnich Igrzysk Olimpijskich 1976. Pojedynki w tej kategorii wagowej odbyły się w dniach 27 – 31 lipca.

## Klasyfikacja[2]
| Pozycja | Nazwisko               | Kraj              |
| ------- | ---------------------- | ----------------- |
| 1       | Iwan Jarygin           | ZSRR              |
| 2       | Russ Hellickson        | Stany Zjednoczone |
| 3       | Dimo Kostow            | Bułgaria          |
| 4       | Petr Drozda            | Czechosłowacja    |
| 5       | Chorloogijn Bajanmönch | Mongolia          |
| 6       | Kazuo Shimizu          | Japonia           |
| 7       | Hans-Peter Stratz      | RFN               |
| 8       | Daniel Verník          | Argentyna         |
| 9       | Reza Suchtesaraji      | Iran              |
| 10      | Steve Daniar           | Kanada            |
| 11      | Harald Büttner         | NRD               |
| 12      | Enache Panait          | Rumunia           |
| 13      | Keith Peache           | Wielka Brytania   |
| 14      | Robert N’Diaye         | Senegal           |
| 15      | Tore Hem               | Norwegia          |

## Zasady
Przyjęto zasadę punktów karnych, gdzie zdobycie sześciu punktów lub więcej eliminowało zawodnika z turnieju. Kolejność miejsc medalowych ustalona została w specjalnej rundzie finałowej, z udziałem trzech zawodników z najmniejszą liczbą takich punktów.
- TF — Łopatki
- DQ — Dyskwalifikacja za pasywność
- TPP — Punkty karne razem
- MPP — Punkty karne pojedynku

## Punktacja
- 0 — Wygrana na łopatki, przewagę techinczną, pasywność, kontuzję
- 0.5 — Wygrana na punkty  (8-11 punktów różnicy)
- 1 — Wygrana na punkty  (1-7 punktów różnicy)
- 2 — Dyskwalifikacja za pasywność, zwycięzca również był pasywny
- 3 — Przegrana na punkty (1-7 punktów różnicy)
- 3.5 — Przegrana na punkty (8-11 punktów różnicy)
- 4 — Przegrana na łopatki, przewagę techiczną, pasywność, kontuzję

## Wyniki[3]

### Pierwsza runda
| TPP | MPP |                   | Wynik\|Czas |                        | MPP | TPP |
| --- | --- | ----------------- | ----------- | ---------------------- | --- | --- |
| 3   | 3   | Reza Suchtesaraji | 6 - 8       | Kazuo Shimizu          | 1   | 1   |
| 0   | 0   | Russ Hellickson   | TF / 2:35   | Keith Peache           | 4   | 4   |
| 4   | 4   | Steve Daniar      | TF / 2:44   | Dimo Kostow            | 0   | 0   |
| 3   | 3   | Enache Panait     | 3 - 5       | Chorloogijn Bajanmönch | 1   | 1   |
| 3.5 | 3.5 | Harald Büttner    | 5 - 13      | Iwan Jarygin           | 0.5 | 0.5 |
| 4   | 4   | Tore Hem          | TF / 3:18   | Petr Drozda            | 0   | 0   |
| 0   | 0   | Daniel Verník     | TF / 0:17   | Robert N’Diaye         | 4   | 4   |
| 0   |     | Hans-Peter Stratz |             | Bez walki              |     |     |

### Druga runda
| TPP | MPP |                        | Wynik\|Czas |                   | MPP | TPP |
| --- | --- | ---------------------- | ----------- | ----------------- | --- | --- |
| 3   | 3   | Hans-Peter Stratz      | 4 - 10      | Reza Suchtesaraji | 1   | 4   |
| 5   | 4   | Kazuo Shimizu          | DQ / 6:52   | Russ Hellickson   | 0   | 0   |
| 7.5 | 3.5 | Keith Peache           | 6 - 14      | Steve Daniar      | 0.5 | 4.5 |
| 0   | 0   | Dimo Kostow            | TF / 4:05   | Enache Panait     | 4   | 7   |
| 2   | 1   | Chorloogijn Bajanmönch | 9 - 5       | Harald Büttner    | 3   | 6.5 |
| 0.5 | 0   | Iwan Jarygin           | TF / 1:26   | Daniel Verník     | 4   | 4   |
| 0   | 0   | Petr Drozda            | TF / 2:48   | Robert N’Diaye    | 4   | 8   |
| 4   |     | Tore Hem               |             | DNA               |     |     |

### Trzecia runda
| TPP | MPP |                   | Wynik\|Czas |                        | MPP | TPP |
| --- | --- | ----------------- | ----------- | ---------------------- | --- | --- |
| 7   | 4   | Hans-Peter Stratz | TF / 2:58   | Kazuo Shimizu          | 0   | 5   |
| 8   | 4   | Reza Suchtesaraji | TF / 8:26   | Russ Hellickson        | 0   | 0   |
| 8.5 | 4   | Steve Daniar      | FF          | Chorloogijn Bajanmönch | 0   | 2   |
| 3.5 | 3.5 | Dimo Kostow       | 5 - 16      | Iwan Jarygin           | 0.5 | 1   |
| 0   | 0   | Petr Drozda       | TF / 2:19   | Daniel Verník          | 4   | 8   |

### Czwarta runda
| TPP | MPP |                 | Wynik\|Czas |                        | MPP | TPP |
| --- | --- | --------------- | ----------- | ---------------------- | --- | --- |
| 8   | 3   | Kazuo Shimizu   | 6 - 9       | Dimo Kostow            | 1   | 4.5 |
| 0.5 | 0.5 | Russ Hellickson | 14 - 5      | Chorloogijn Bajanmönch | 3.5 | 5.5 |
| 1   | 0   | Iwan Jarygin    | TF / 5:30   | Petr Drozda            | 4   | 4   |

### Piąta runda
| TPP | MPP |                        | Wynik\|Czas |              | MPP | TPP |
| --- | --- | ---------------------- | ----------- | ------------ | --- | --- |
| 3.5 | 3   | Russ Hellickson        | 13 - 19     | Iwan Jarygin | 1   | 2   |
| 4.5 | 0   | Dimo Kostow            | TF / 3:53   | Petr Drozda  | 4   | 8   |
| 5.5 |     | Chorloogijn Bajanmönch |             | DNA          |     |     |

### Runda finałowa
Zaliczone pojedynki z wcześniejszych rund
| TPP | MPP |                 | Wynik\|Czas |              | MPP | TPP |
| --- | --- | --------------- | ----------- | ------------ | --- | --- |
|     | 3.5 | Dimo Kostow     | 5 - 16      | Iwan Jarygin | 0.5 |     |
|     | 3   | Russ Hellickson | 13 - 19     | Iwan Jarygin | 1   | 1.5 |
| 4   | 1   | Russ Hellickson | 12 - 6      | Dimo Kostow  | 3   | 6.5 |